# Beihania cuculliella
Beihania cuculliella là một loài bướm đêm trong họ Noctuidae.